# Bernardo Falcone
Bernardo Nunes Falcone (n. 31 august 1983) este un actor brazilian. 
El a apărut în telenovela Amigas & Rivais (2007), a migrat la Disney Channel, unde a participat la concurs High School Musical: A Seleção (2008), încă la Disney a fost unul dintre protagoniștii seriei Quando Toca o Sino (2009), a fost, de asemenea, într-o altă telenovelă de succes, ca de exemplu: Rebelde Brasil (2011).